# Batallas sin honor ni humanidad
Batallas sin honor ni humanidad (título internacional: Battles Without Honor and Humanity; título original: 仁義なき戦い -Jingi naki tatakai-) es un largometraje japonés dirigido por Kinji Fukasaku en 1973. De género negro y basada en los relatos de un antiguo jefe de la yakuza encarcelado es la primera de una saga de cinco películas titulada The Yakuza Papers.
La cinta obtuvo tres premios Kinema Junpō (1974) incluyendo el de mejor película para los lectores, mejor actor (Bunta Sugawara) y mejor adaptación (Kazuo Kasahara).

## Sinopsis
Shozo Hirono (Bunta Sugawara) es un ex-soldado que malvive en las calles de Kure, una modesta localidad de la prefectura de Hiroshima, un año después del final de la II Guerra Mundial. Tras el conflicto el país se halla sumido en una espiral de caos, las luchas por controlar el mercado negro son intensas y el ex-soldado acabará dedicándose a actividades mafiosas para sobrevivir.
El grupo de jóvenes liderados por Shozo, inicialmente surgidos de un campo de refugiados, poco a poco van accediendo al sórdido mercado de estraperlo y a relacionarse con la yakuza. Pese a su carácter imperturbable Shozo acabará en prisión tras disparar a un yakuza. Allí conocerá a Wakasuji con quien hará un pacto para alzarse con el poder. A lo largo de un periodo de diez años se mostrarán las relaciones entre los distintos clanes mafiosos de Hiroshima y sus alrededores exponiéndose, de manera reflexiva, lo poco ética y a la vez lo muy absurda que puede llegar a ser la violencia.

## Reparto
- Bunta Sugawara - Hirono Shozo
- Hiroki Matsukata  - Sakai Tetsuya
- Kunie Tanaka - Masakichi Makihara
- Eiko Nakamura - Kunihiro Suzue
- Tsunehiko Watase - Toshio Arita
- Goro Ibuki - Ueda
- Kaneko Nobuo - Yamamori
- Toshie Kimura - Señora Yamamori
- Tamio Kawaji - Seiichi Kanbara
- Nagisa Mayumi - Shinjo Akiko
- Uchida Asao - Kenichi Okubo
- Mikami Shinichiro - Uichi Shinkai
- Nawa Hiroshi - Doi
- Shinji Takano - Shoichi Kaneko
- Keiji Takamiya - Shinichi Yamakata
- Shotaro Hayashi - Takeshi Matsunaga
- Kinji Nakamura - Shigeto Nakahara
- Sone Harumi - Yano Shuji
- Koike Asao - Narrador

## Secuelas
- Battles Without Honor and Humanity: Hiroshima Deathmatch (1973)
- Battles Without Honor and Humanity: Proxy War (1973)
- Battles Without Honor and Humanity: Police Tactics (1974)
- Battles Without Honor and Humanity: Final Episode (1974)
- New Battles Without Honor and Humanity (1974)
- New Battles Without Honor and Humanity: The Boss's Head (1975)
- New Battles Without Honor and Humanity: The Boss's Last Days (1976)
- Aftermath of Battles Without Honor and Humanity (1979)

## Enlaces
- Battles Without Honor and Humanity en Internet Movie Database (en inglés).
- Batallas sin honor ni humanidad en FilmAffinity.

- Datos: Q2517358